# Metacriodion
Metacriodion is een kevergeslacht uit de familie van de boktorren (Cerambycidae). De wetenschappelijke naam van het geslacht werd voor het eerst geldig gepubliceerd in 1970 door Fragoso.

## Soorten
Metacriodion omvat de volgende soorten:
- Metacriodion capixaba Fragoso, 1970
- Metacriodion pictum (Waterhouse, 1880)